# Мишутино (Томская область)
Мишу́тино — село в Зырянском районе Томской области, Россия. Входит в состав Дубровского сельского поселения.

## География
Село располагается на юго-западе Зырянского района примерно на равном расстоянии от административной границы с Кемеровской областью (на юг) и с Томским районом (на запад) — 9 км. Мишутино соединяет с центром поселения автомобильная дорога, идущая дальше — до Зырянского.

## Население
| 1926 | 2002 | 2010 | 2012 | 2013 | 2014 | 2015 |
| ---- | ---- | ---- | ---- | ---- | ---- | ---- |
| 1348 | ↘362 | ↘157 | ↗159 | ↘156 | ↘146 | ↗151 |
| 2016 | 2021 |      |      |      |      |      |
| ↘146 | ↘86  |      |      |      |      |      |

## Местное самоуправление
Глава поселения — Владимир Павлович Демидовский.

## Социальная сфера и экономика
В посёлке есть фельдшерско-акушерский пункт, Дом культуры и библиотека. Ближайшая школа находится в Дубровке.
Основа местной экономической жизни — сельское хозяйство и розничная торговля.